# Biserica Santa Maria
Biserica Ridicarea la Cer a Fecioarei Maria (în spaniolă Nuestra Señora de la Asunción), cunoscută de obicei ca Biserica Santa Maria, este biserica parohială din Santa Maria, provincia Ilocos Sur, Filipine. Biserica a fost desemnată drept patrimoniu mondial UNESCO pe 11 decembrie 1993 ca parte a Bisericilor baroce din Filipine, o colecție de patru biserici baroce din epoca spaniolă.
Biserica Santa Maria este o atracție atât pentru turiști, cât și pentru catolicii din Ilocos Sur. Nu este doar o reminiscență a celor patru secole de dominație spaniolă din zona respectivă, ci și o structură unică, cu un design arhitectural divers din cărămizi și mortar. A fost construită pe vârful unui deal nu numai ca un punct de observare și cetate, ci și ca centru religios în timpul administrației timpurii a regiunii de către monahii și ofițerii spanioli.

## Istoric
Parohia Santa Maria a fost la început o simplă biserică în Narvacan, orașul vecin de la nord, din 1567. Afluxul coloniștilor după cucerirea deplină a regiunii Ilocos de către spanioli a sporit mult populația Santa Maria. Capela a devenit astfel parohie independentă în 1769 și a fost dedicată Fecioarei Maria. Odată cu progresul economic, au fost extinse și misiunile evanghelice. Misiunea de la Santa Maria, situată pe o câmpie îngustă între mare și lanțul central din Luzon, aproape de așezările interioare, a făcut din Santa Maria atât centrul activităților religioase, cât și al celor comerciale.
Potrivit legendei, înainte de construcția Bisericii Santa Maria pe locul său actual, Fecioara Maria era situată într-un alt loc, numit Bulala. Dispariția frecventă a Fecioarei Maria de acolo doar pentru a fi găsită într-un copac de guava care creștea acolo unde se află biserica actuală i-a determinat pe orășeni să mute biserica.
Părintele Mariano Dacanay, preotul paroh Ilocano de la 1 septembrie 1902 până la 27 mai 1922, are o altă variantă a acestei legende care, susține acesta, a fost raportată de surse de încredere. El povestește că Preasfânta Fecioară se afla într-o altă capelă, ridicată anterior mai jos de biserica actuală, devenită în prezent ansamblul Școlii Elementare East Central. Părintele Dacanay adaugă că Fecioara Maria a călătorit din această capelă la acel copac de guava de pe deal.
Diferite numeroase legende sau povești despre Fecioara Maria au devenit deja parte a folclorului religios din Filipine. Dacă ar fi acceptată oricare dintre acestea ca fiind adevărată, atunci Fecioara însăși este cea care și-a manifestat într-un mod miraculos preferința.
Construcția bisericii actuale a început în 1765. În 1810 clopotnița a fost construită în timpul renovării bisericii, iar un clopot a fost instalat în anul următor. În timpul renovării din 1863 a fost construit zidul de protecție din jurul dealului. După ce clădirea clopotniței a fost remodelată în același an, este posibil ca fundația sa să se fi scufundat parțial, făcând ca structura impunătoare să se aplece ușor și să pară înclinată. Mănăstirea a fost renovată din nou în 1895.
Biserica a fost numită ca unul dintre monumentele cu cel mai mare risc de dispariție din lume de către World Monuments Fund în World Monuments Watch 2010, împreună cu terasele de orez din Filipine Cordilleras și Biserica San Sebastian din Manila. Toate aceste obiective au fost scoase de pe listă în 2011, după promulgarea Legii Patrimoniului Cultural Național.

## Design
Spre deosebire de alte biserici urbane din Filipine, care se conformează tradiției spaniole de a le amplasa în piața centrală, Biserica și Mănăstirea Santa Maria sunt situate pe un deal, înconjurate de un zid de apărare pe toate părțile, precum o fortăreață. La biserică se ajunge urcând o scară de 85 de trepte din piatră de granit. Marea scară, cu trei secțiuni, duce la o curte din fața ușii bisericii, de unde se pot vedea câmpiile și orașul Santa Maria. O șosea îngustă care vine din spatele bisericii ajunge de asemenea până în curte, dar este folosită doar la ocazii speciale.

### Fațadă
Fațada din cărămidă a bisericii are un portal mare cu trei ferestre. Intrarea arcuită încastrată este flancată de o pereche de pilaștri dreptunghiulari care împart fațada în trei planuri bine definite. Întreaga fațadă este apoi încadrată pe lateral de contraforturi circulare masive, în vârful cărora se află câte un vas decorativ.
Un fronton deschis pe fațada superioară este acoperit de o mică cupolă. Forma curbilină a frontonului servește ca un finisaj grațios la mișcarea în sus a stâlpilor și la intrarea arcului. Nișa acoperită, vârfurile cu vase și chiar proporțiile evidențiate la vârf sunt tehnici decorative care conturează mișcarea în sus.

### Naos
Biserica respectă structura standard filipineză, cu un naos dreptunghiular alungit. Biserica măsoară aproximativ 99 de metri lungime și 22,7 metri lățime. Pereții exteriori groși au intrări laterale delicat sculptate, cu puține deschideri. Părțile de est și vest ale zidurilor exterioare sunt întărite de treisprezece contraforturi dreptunghiulare uriașe, tipice arhitecturii baroce a cutremurului. Primul contrafort din față este împodobit cu un uriaș relief care redă modul în care a fost găsită statuia Maicii Domnului deasupra unui copac. Relieful este vizibil pe măsură ce se urcă pe scara din față. Contrafortul mijlociu de pe peretele estic (spate) este construit ca o scară pentru întreținerea ușoară a acoperișului pentru vremea pe când acoperișul de paie era la ordinea zilei în bisericile din Filipine, înainte de apariția fierului galvanizat ondulat (FGO). Acoperișul FGO, mai ușor, este de preferat în zonele predispuse la cutremur în locul acoperișului din țiglă.

### Clopotniță
Clopotnița este construită separat de biserică și nu este paralelă cu fațada, ci situată la aproximativ o treime din zidul din față. Turnul octogonal cu patru etaje a fost construit lat, fiecare nivel fiind mai îngust decât cel de dedesubt, tipic pentru turnurile bisericești baroce de cutremur. Etajul superior este acoperit de un dom, acoperit la rândul său de cupolă. Deasupra cupolei se află o cruce. Pereții goi sunt aranjați alternant cu ferestre deschise. Alte decorațiuni, precum pilaștrii simpli, vârfurile și balustradele, indică faptul că această formă este de epocă ulterioară. Un ceas de pe al treilea nivel poate fi văzut de pe scara principală de către enoriași. 

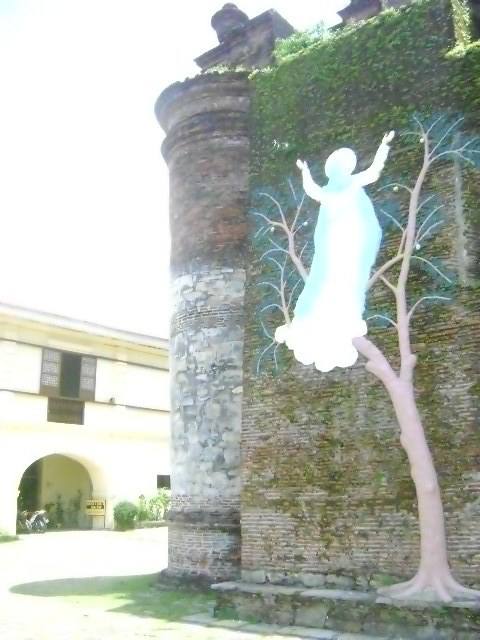
Relieful statuii Ridicării la Cer a Maicii Domnului pe un copac, pe primul contrafort frontal
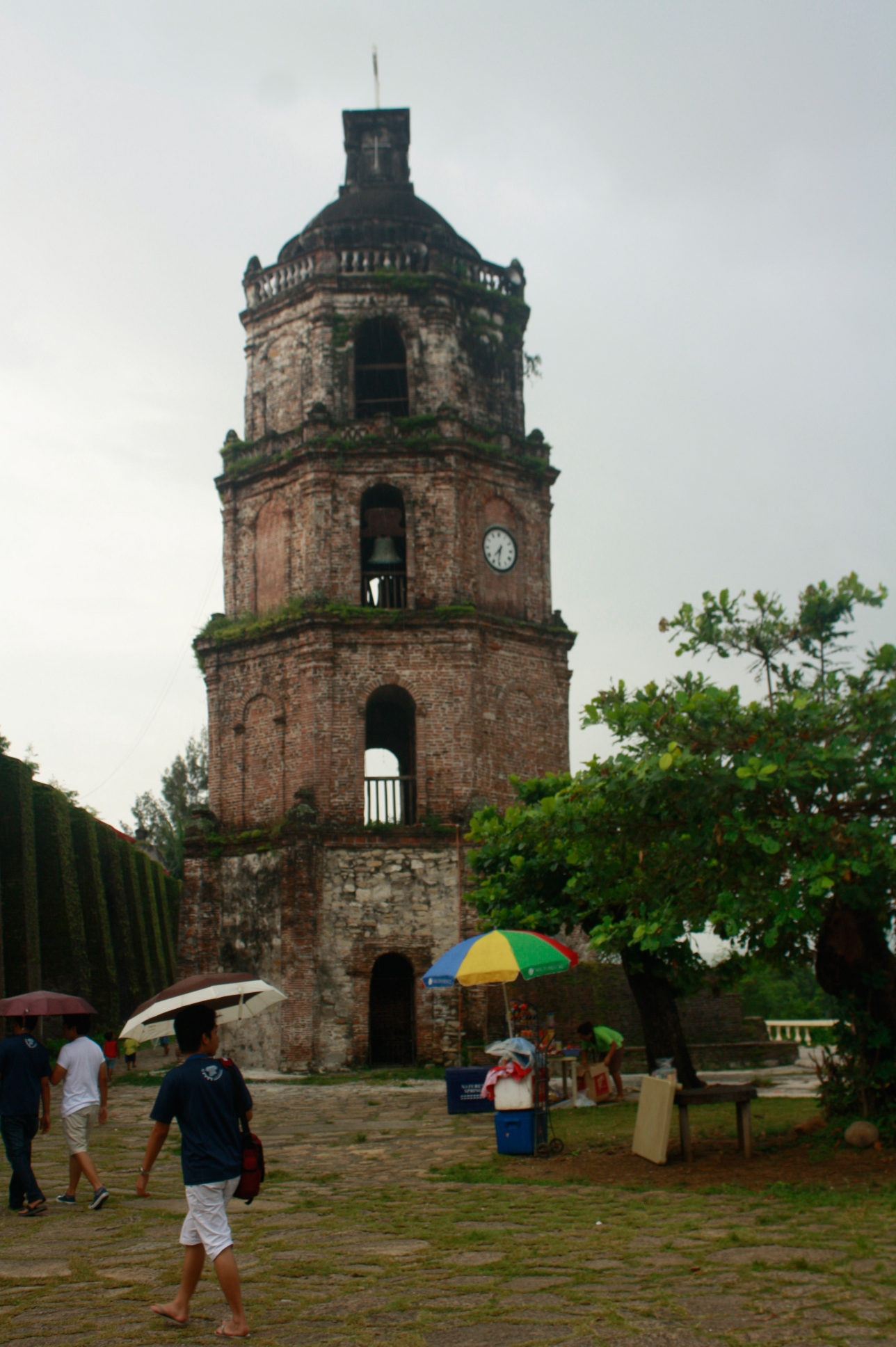
Clopotnița asemănătoare unei pagode
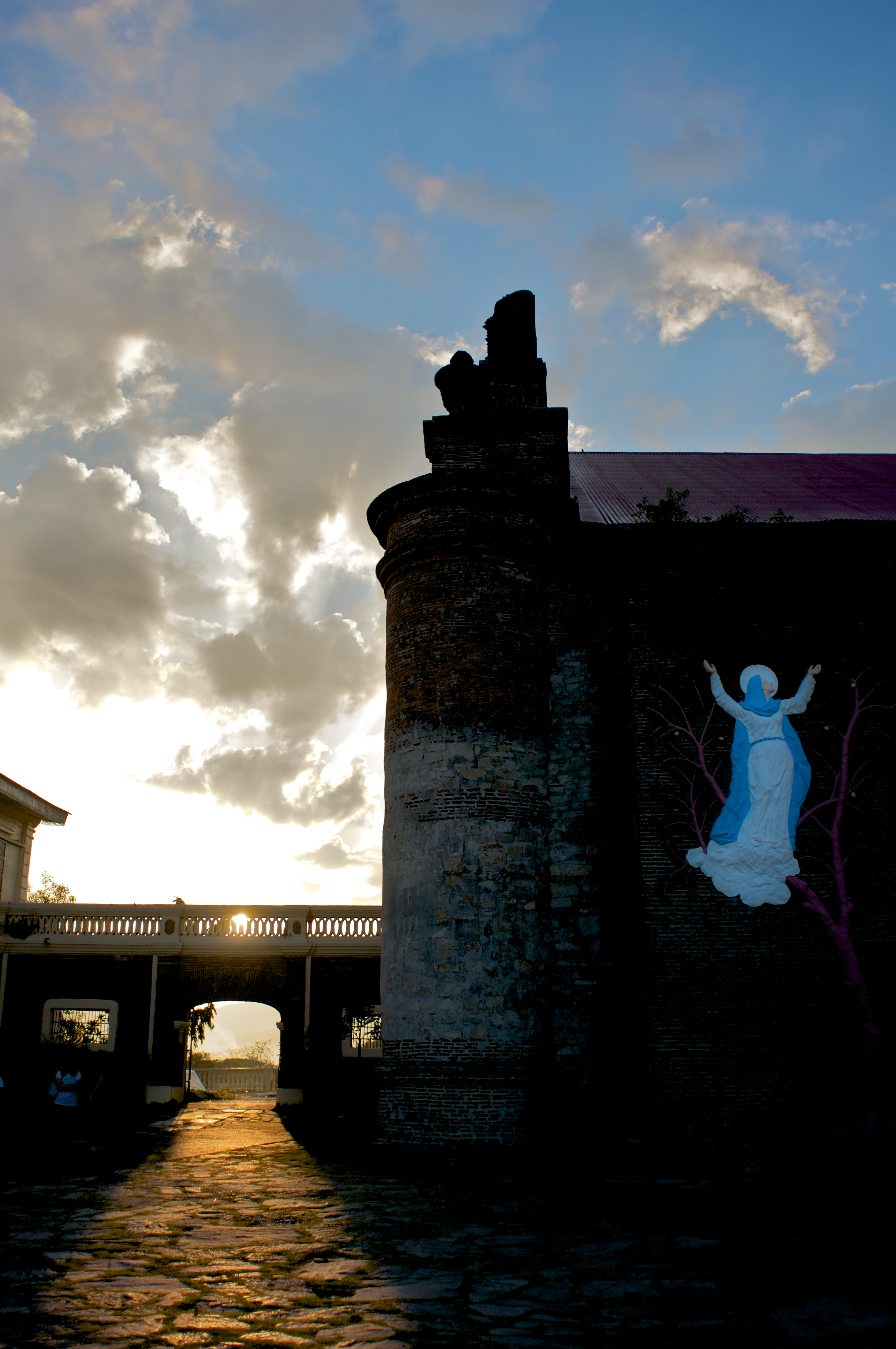
Pasarela elevată care leagă mănăstirea de biserică
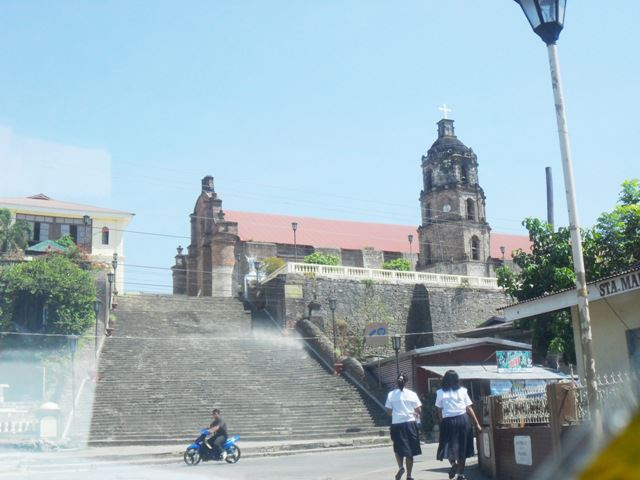
Scara care duce spre curtea bisericii

### Mănăstire
În fața bisericii se află mănăstirea, blocând parțial vederea frontală a fațadei Bisericii Santa Maria. Amplasarea mănăstirii în fața bisericii și nu în lateral este o altă caracteristică neobișnuită a clădirii, dictată probabil de relieful pe care se află biserica. Este accesibilă din biserică printr-o pasarelă elevată de piatră. În primele zile ale colonizării, mănăstirea a fost sediul administrației bisericești, precum și casa clericilor bisericii. Sub pasarela elevată se află o poartă care duce spre curtea din spate, cu vederi deosebite asupra peisajului local.

### Cimitir
O altă scară largă, asemănătoare cu cea din față, coboară din curte către o pasarelă din cărămidă care duce la un vechi cimitir abandonat. În interiorul gardului de cărămidă al cimitirului circular se află ruinele unei capele vechi din cărămidă și ale cimitirelor vechi.

## Statuia miraculoasă a Ridicării la Cer a Maicii Domnului

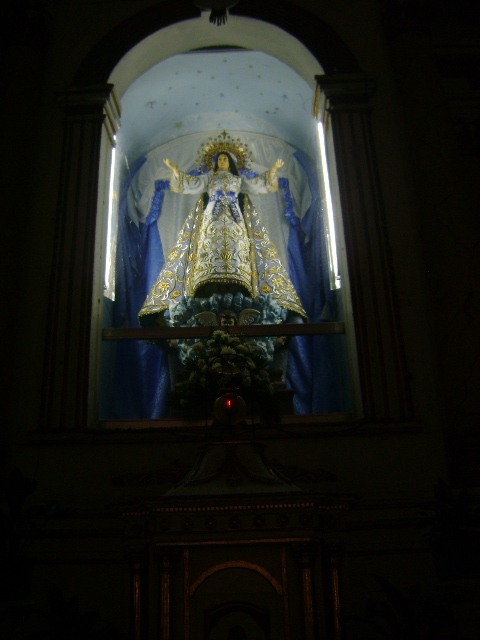
Statuia Ridicării la Cer a Maicii Domnului din biserica Santa Maria.

Statuia lui Apo Baket este sculptată și ornată din lemn, cu fața și mâinile de fildeș. Are o înățime de 112 cm. Brațele sunt larg întinse, iar capul este îndreptat în sus, înfățișând astfel Adormirea Maicii Domnului. Pelerina albastră este decorată cu modele florale argintii, iar rochia albă este brodată cu motiv de fir de aur. Statuia stă pe un piedestal care reprezentă un nor înconjurat de capete de îngeri. Această statuie a fost păstrată într-un cufăr din lemn sculptat elaborat, despre care se crede că ar fi fost folosit pentru transport într-un galeon. Hramul este sărbătorit pe 15 august.